# Marinevliegkamp De Mok

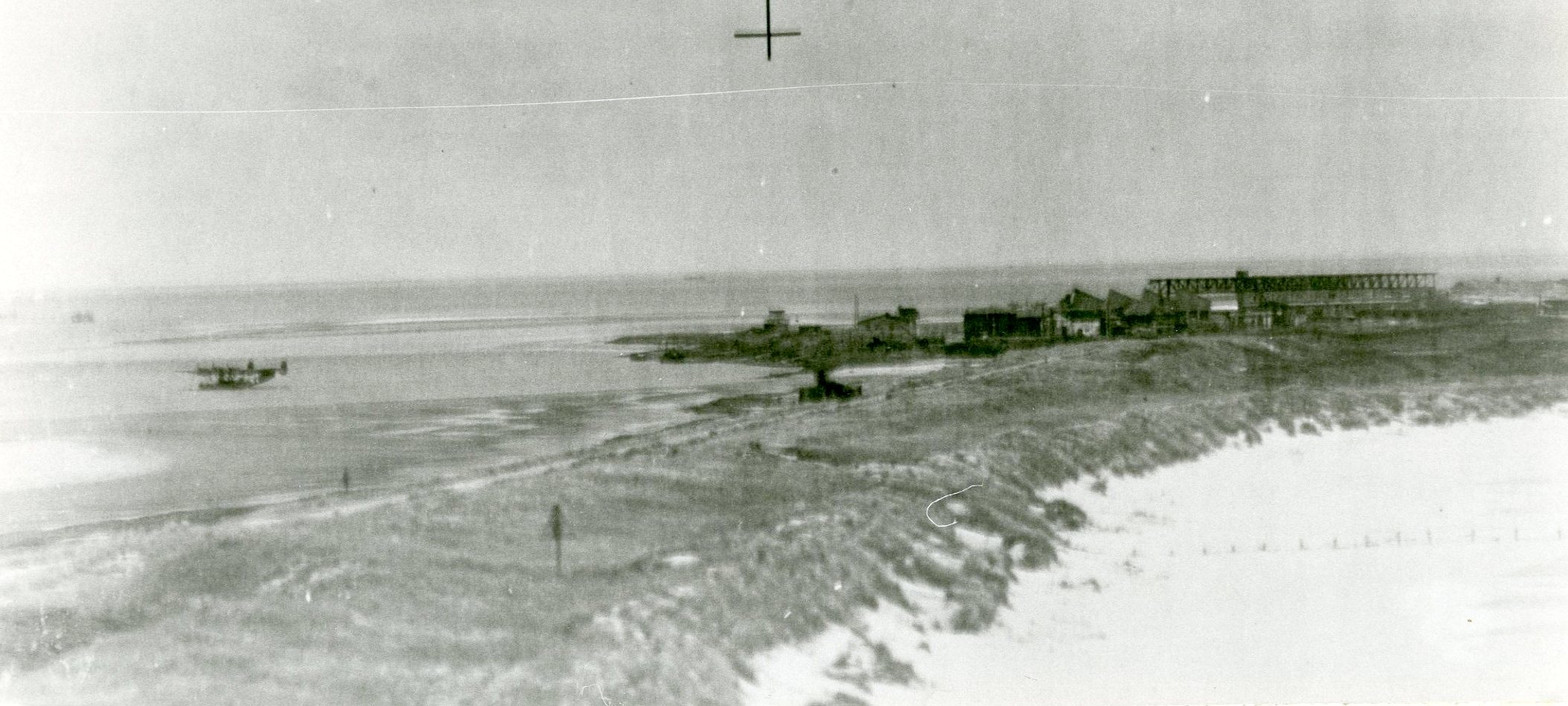
Marinevliegkamp de Mok, op 6 juli 1943. Opname gemaakt door een Brits verkenningsvliegtuig. In het water ligt een Duitse Dornier 24 vliegboot voor anker.

Marinevliegkamp 'De Mok' was een vliegkamp van de Marine Luchtvaartdienst (MLD) op Texel. Het was een vliegkamp voor watervliegtuigen en lag in het zuidwesten van Texel dat bekendstaat als de Mokbaai. Het werd officieel op 21 augustus 1917 in gebruik genomen.
Marinemensen van de MLD werden eerst opgeleid tot vlieger op vliegbasis Soesterberg, waarna ze hun watervliegopleiding op 'De Mok' voltooiden. Dit duurde tot oktober van 1918 toen Marinevliegkamp De Kooy in gebruik werd genomen en de opleiding van Soesterberg naar De Kooy verhuisde. De Mok bleek toch niet zo geschikt als vliegkamp waarna ook de landvliegtuigen verhuisden naar De Kooy.

## Tweede Wereldoorlog
Kort na het begin van de Tweede Wereldoorlog werd het kamp door de Duitsers aangevallen en bezet. Al snel werd er door de bezetter een stelling met luchtdoelartillerie ingericht, met gebruikmaking van Nederlandse kanonnen die er sinds de mobilisatie aanwezig waren. Later werd de stelling met Duitse 10,5cm kanonnen uitgebreid tot een onderdeel van de Atlantikwall. Het object kreeg de indicatie Stützpunkt XII M, Marineflakbatterie 'De Mok'. Verder werd het kamp gebruikt als steunpunt voor de Seenotdienst, de reddingsdienst voor te water geraakte piloten van de Luftwaffe. In april en mei 1945 speelde het kamp een rol bij de Opstand van de Georgiërs. 

## Jaren vijftig tot heden
Na de oorlog was het vliegkamp volledig verwoest en werd het niet meer opgebouwd, mede omdat de rol voor watervliegtuigen was uitgespeeld.
Sinds 1949 is de Mok in gebruik als amfibisch trainingskamp. Het Korps Mariniers gebruikt dit deel van Texel voor het doen van landingsoefeningen en voor de basistraining van de mariniers.

## Trivia
- De Joost Dourleinkazerne, een opleidingskamp voor mariniers, wordt door de Texelaars nog steeds 'De Mok' genoemd.